# Himalaya : L'Enfance d'un chef (bande originale)
Pour les articles homonymes, voir L'Enfance d'un chef (homonymie).
Himalaya : L'Enfance d'un chef est la bande originale du film homonyme composée par Bruno Coulais, sortie en 1999. Il a eu le César de la meilleure musique originale en 2000. 
L'oeuvre comporte des voix corses et tibétaines, des instruments occidentaux (luth, violon, guitare) et orientaux (cornes, gongs, cloches). 

## Les titres
| 1.    | La mort de Lhakpa  | Tsering Lodoe, A Filetta, Lama Gyurme                           | 3:40 |
| 2.    | Norbu              | A Filetta, Karma Tensing Nyima Lama                             | 2:38 |
| 3.    | Le sel             | Tsering Lodoe, A Filetta                                        | 2:08 |
| 4.    | Tinle et l'enfant  | Tsering Lodoe, A Filetta, Tenzin Phüntsock Tsalung              | 2:56 |
| 5.    | Le passage         |                                                                 | 2:45 |
| 6.    | La nuit            | Tsering Lodoe, A Filetta                                        | 2:13 |
| 7.    | Le conseil         | Tsering Lodoe, A Filetta, Karma Tensing Nyima Lama              | 2:19 |
| 8.    | La marche          | Tsering Lodoe, A Filetta                                        | 1:46 |
| 9.    | Les chants         | Tsering Lodoe                                                   | 1:14 |
| 10.   | Norbu et Karma     |                                                                 | 1:31 |
| 11.   | Karma              | Tsering Lodoe, Tenzin Phüntsock Tsalung                         | 2:49 |
| 12.   | Le lac             | Tsering Lodoe, A Filetta, Lama Gyurme                           | 3:07 |
| 13.   | Norbu (Cordes)     |                                                                 | 1:40 |
| 14.   | La cérémonie       |                                                                 | 0:30 |
| 15.   | La colère de Karma | Tsering Lodoe, A Filetta                                        | 1:43 |
| 16.   | L'épuisement       | Tsering Lodoe, A Filetta, Lama Gyurme                           | 1:50 |
| 17.   | Les pleurs de Péma |                                                                 | 1:11 |
| 18.   | La caravane        | Lama Gyurme                                                     | 2:41 |
| 19.   | Les traces         | Tsering Lodoe, A Filetta                                        | 2:10 |
| 20.   | La mort de Tinlé   | Lama Gyurme                                                     | 2:25 |
| 21.   | Opéra              | Tsering Lodoe, A Filetta, Tenzin Phüntsock Tsalung, Lama Gyurme | 4:08 |
| 47:24 |                    |                                                                 |      |

## Les musiciens
Les voix
- A Filetta
  - J-C. Acquavive
  - P. Giansily
  - J. Filippi
  - M. Vuillamier
  - J. Sicurani
  - J-L. Géronimi
  - V. Salducci
- Tsering Lodoe
- Lama Karma Gyurmed
- Tenzin-Phüntsock Tsalung

Les instrumentistes
- Slim Pezin (guitare)
- Christophe Barratier (guitare)
- Jean-Paul Batailley (percussions)
- Laurent Julia (percussions)
- Jean-Philippe Audin (violoncelle)
- Raoul Duflot (piano)
- Michel Peyratout (basse)

Avec l'Orchestre Symphonique de Bulgarie.